# Lucius Fabius Cilo
Lucius Fabius Cilo Septiminus Catinius Acilianus Lepidus Fulcinianus war ein römischer Senator des späten 2. und frühen 3. Jahrhunderts. Er übernahm wichtige Verwaltungsaufgaben und war in der stadtrömischen Bevölkerung beliebt.

## Laufbahn
Lucius Fabius Cilo stammte wahrscheinlich aus der Provinz Hispania Baetica. Durch zwei Inschriften aus Rom, die auch seinen vollständigen Namen enthalten, ist seine Laufbahn bekannt: Er war zunächst Xvir stlitibus iudicandis. Danach leistete er seinen Militärdienst als Militärtribun in der Legio XI Claudia. Im Anschluss begann er unter Kaiser Marc Aurel eine senatorische Laufbahn und war Quaestor in der Provinz Creta et Cyrene, Volkstribun, Praetor urbanus und Legatus pro praetore in der Provinz Gallia Narbonensis. Zwischen 180 und 184 war er Kommandeur (Legatus legionis) der Legio XVI Flavia Firma, um 185 dann Statthalter (Prokonsul) der Provinz Narbonensis, um ca. 187–189 Praefectus des Aerarium militare, danach um etwa 189 bis 192 Statthalter (Legatus Augusti pro praetore) der Provinz Galatia. Nach der Ermordung des Kaisers Commodus (31. Dezember 192) beauftragte dessen Nachfolger Pertinax Cilo mit der Beisetzung im Hadriansmausoleum.
193 wurde Cilo Suffektkonsul. In den Wirren des zweiten Vierkaiserjahrs 193 ergriff er früh für Septimius Severus Partei. Im Auftrag dieses Kaisers, dem er fortan stets loyal diente, operierte er 193 mit Vexillationen in Thrakien, war kurze Zeit Prokonsul von Bithynia et Pontus (193/4) und sicherte als comes Augusti 194 den Feldzug des Severus in den Orient gegen den Gegenkaiser Pescennius Niger ab. Im Jahr 195/6 wurde Cilo Statthalter von Moesia superior, wobei Caracalla, der ältere der beiden Söhne des Kaisers, seiner Obhut anvertraut wurde. In der zweiten Hälfte des Jahres 196 befehligte er die Vexillationen in Italien, die Severus nach Rom geleiteten. Nach seiner oberpannonischen Statthalterschaft 197 bis 201/2 wurde Cilo Stadtpräfekt, vielleicht noch im Jahr 202, spätestens aber im Jahre 203. Noch während seiner Stadtpräfektur wurde er im Jahr 204 erneut Konsul. 
Cilo war als amicus Augustorum reich und besaß einen Palast auf dem Aventin (in der Nähe der Caracallathermen beim heutigen Ospizio di S. Margherita), den ihm Septimius Severus geschenkt hatte. Offenbar genoss er das volle Vertrauen dieses Herrschers. Nach der Ermordung des Prätorianerpräfekten Gaius Fulvius Plautianus 205 rettete Cilo dem späteren Kaiser Macrinus das Leben. Das Ende seiner Stadtpräfektur fiel auf jeden Fall in die Zeit nach dem Tod des Septimius Severus, der im Februar 211 starb; Cilo versuchte vergebens, in dem tödlichen Konflikt zwischen Caracalla und dessen jüngerem Bruder Geta zu vermitteln, womit er sich die Ungnade Caracallas zuzog. Höchstwahrscheinlich hat dieser Cilo in der zweiten Dezemberhälfte 211 seines Amtes enthoben. 
Nachdem es Caracalla gelungen war, Geta zu ermorden, ließ er Ende 211 und Anfang 212 im ganzen Reich zahlreiche tatsächliche oder vermeintliche Anhänger Getas töten. Auch Cilo war unter denen, die damals zur Ermordung vorgesehen waren. Caracalla entsandte im Frühjahr 212 einen Tribunen mit einem Trupp Soldaten – offenbar Prätorianer – zu seiner Verhaftung. Cilo wurde unter Misshandlungen zum Kaiserpalast gebracht, während sein Stadtpalast geplündert wurde. Dies führte jedoch zu einem Aufruhr der Stadtbevölkerung, bei der Cilo beliebt war, und der in Rom stationierten Soldaten (urbaniciani), die zugunsten ihres ehemaligen Vorgesetzten eingriffen und ihn befreien wollten. Dadurch entstand eine für Caracalla bedrohliche Lage. Der Kaiser eilte aus dem Palast herbei und trat als Retter Cilos auf, wobei er den Anschein erweckte, die Prätorianer hätten eigenmächtig gehandelt. So kam Cilo mit dem Leben davon. Caracalla ließ den Tribunen, den er mit der Aktion beauftragt hatte, und die beteiligten Prätorianer hinrichten, angeblich zur Strafe für ihre Eigenmächtigkeit, in Wirklichkeit weil sie bei der Ausführung des Befehls versagt hatten. Der Vorgang zeigt, dass der Kaiser nicht in der Lage war, seinen Willen gegen den Widerstand der Bevölkerung und der Soldaten durchzusetzen, obwohl der großangelegte Terror gegen die Opposition damals bereits in vollem Gange war.
Cilo zog sich ins Privatleben zurück und bekleidete von da an keine Ämter mehr. Sein Todesjahr ist unbekannt.